# 弗拉基米爾·普京的公眾形象
弗拉基米爾·普京的公眾形象是指現任俄羅斯總統普京在俄羅斯國內和世界各地的形象。

## 民意調查
非政府機構列瓦達中心於2007年6月進行的民意調查顯示，普京的支持率是81%，是該段時期世界上民望最高的領導人；據全俄輿情研究中心於2012年的調查，在俄國人心中，普京的聲望高於20世紀以來俄國、蘇聯其他領袖。普京支持率在他的第一個總統任期內從來沒有跌破65%，但在2013年1月，他的支持率下滑至62%，是自2000年以來的最低點；觀察家認為，普京的高支持率是因為他擔任總統期間俄羅斯的生活水平顯著改善，又在世界舞台上重新抬頭，亦有分析認為，普京的受歡迎程度是歸因於部分國有或國營的電視台。
由美國和列瓦達中心在俄羅斯各地2006年6－7月的聯合調查顯示，世界輿論指出無論是俄羅斯還是美國民眾，也相信俄羅斯正朝著一個反民主的方向，但俄羅斯人普遍支持普京和他的團隊的政治進程。2005年的一項調查顯示，俄羅斯人認為該國在普京的統治下比葉利欽和戈爾巴喬夫年代更民主，人權思想亦更好。
普京是2007年《时代》年度风云人物；2008年4月，普京成為時代百大人物之一。

## 形象

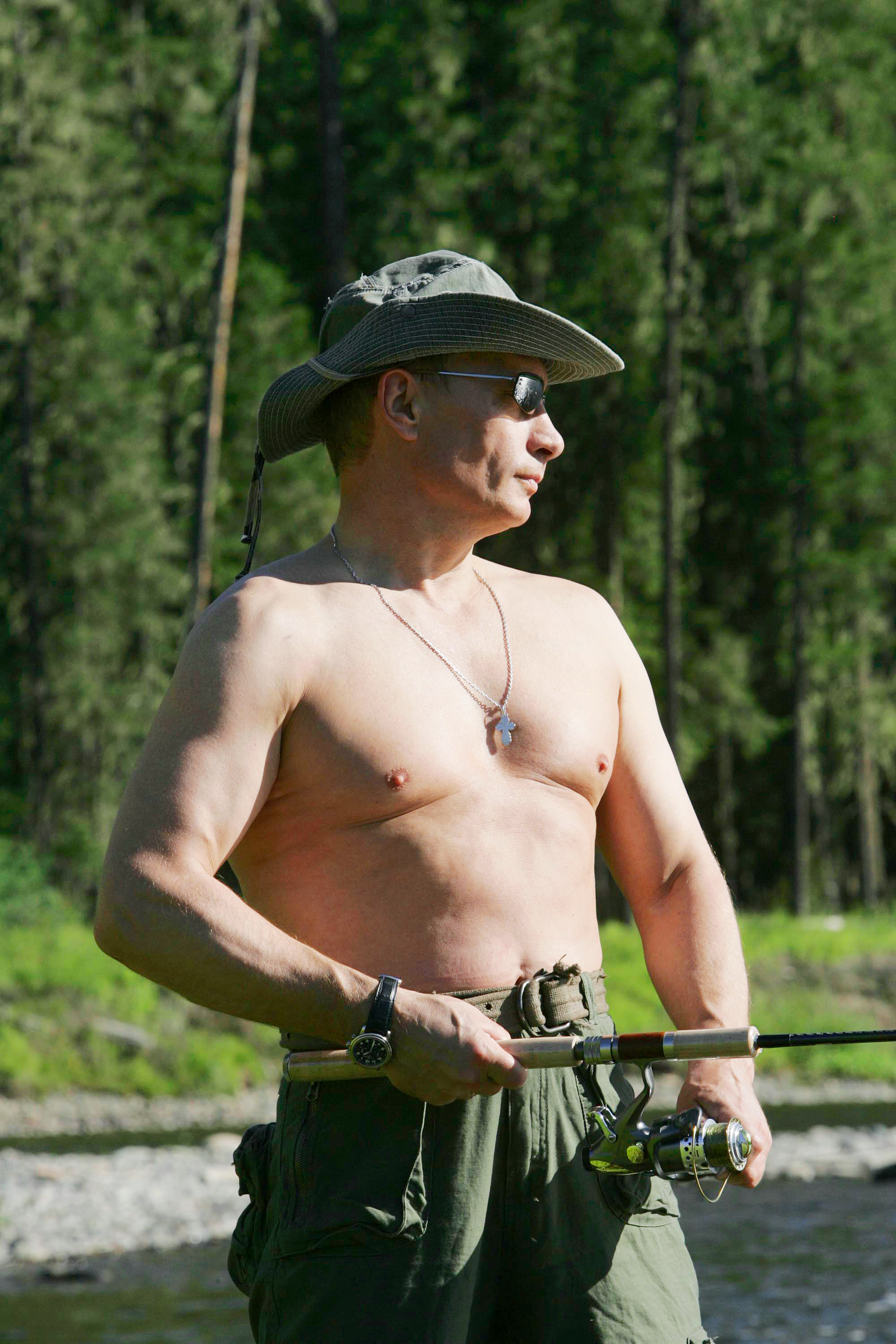
普京在圖瓦釣魚，攝於2007年

普京試圖在媒體上創造一個戶外、愛好運動和硬漢形象，因此他經常參與能展示體力、異常或危險的行為，如極限運動及與野生動物互動，如共青團真理報在2007年發表普京一張袒胸露背的度假照片，配上標題“要像普京”。普京為創造硬漢形象而冒險的經歷包括：
- 駕軍用飛機：普京於2000年曾在車臣駕駛一架蘇-27戰鬥機，並於2005年8月16日駕駛一架圖-160超音速重型轟炸機[14]。
- 武術：普京於2000年9月5日在東京講道館展示了他的武術技能[14]。
- 野外冒險：於2007年8月，普京在圖瓦寒冷的西伯利亞河流袒胸露背地參與騎馬、漂流、釣魚和游泳等運動[13]。
- 深水潛水：在2009年8月1日，普京在世界上最深的湖泊貝加爾湖深潛1395米，並在水底向記者講話[15]。
- 馴服老虎：2008年，普京參觀了烏蘇里江國家公園，並在那裡馴服了一頭東北虎，然後量度它的牙齒和為牠配備一個跟踪器[13]，但那頭老虎後來死了[16]。
- 馴服北極熊：2010年4月，普京前往俄羅斯北極地區，在那裡馴服了一頭北極熊和在牠身上安裝衛星連接裝置[17]。
- 騎摩托車：2010年7月，普京在塞瓦斯托波爾騎哈雷摩托車[14][18]，但普京意外地被芬蘭列在黑名單上[19]。
- 空中滅火：2010年8月，俄羅斯電視台播出視頻，普京駕駛一架滅火飛機Be-200飛艇射水，協助撲滅2010年俄羅斯森林大火[20][14]。
- 生態跟踪工作：2010年8月下旬，普京在堪察加半島沿岸參與鯨魚生態跟踪工作[14][21]。
- 駕駛賽車：普京曾於2010年11月7日在聖彼得堡測試一輛F1賽車，達到每小時240公里的最高速度[14][22]。
- 水肺潛水：2011年8月11日，普京在古希臘殖民地的考古遺址潛水[23]。
- 保護瀕危動物：普京試圖以機動滑翔機引導瀕臨滅絕的西伯利亞鶴的遷徙路線，結果鳥兒沒跟他走，普京指這與強風有關[24]。
- 捕捉大魚：2013年7月，普京在圖瓦舉起一尾重21千克的大梭魚，許多媒體和網民質疑魚是否可以那麼重[25]，有些博客也指出普京的釣魚之旅並沒有官方的時間表，服裝亦與他以前穿著的服裝相同[26]。
- 冰球：2015年5月17日，普京与帕维尔·布雷等俄罗斯前球星搭档在一场冰球表演赛上亮相，并独进8球，帮助自己的球队18：6获胜[27]。
- 演唱及钢琴演奏：2010年12月11日，普京在聖彼得堡一場慈善音樂會中演唱《藍莓山（英语：Blueberry Hill (song)）》及演奏鋼琴[28][29]；在同一音樂會，普京又演唱他最喜歡的間諜電影《盾與劍（英语：The Shield and the Sword (film)）》中的愛國歌曲《祖国从哪里开始》[29]；普京亦常在其他場合演唱[30]。普京曾在鋼琴上演奏旋律他的家鄉城市聖彼得堡的市歌[31]。
- 绘画：普京曾有畫作《在磨砂窗口上的圖案》（Узорназаиндевевшемокне）在聖彼得堡慈善拍賣會以37億盧布出售[32]。
- 外语：普京亲自充当过德语翻译，用英语演唱过歌曲。

## 有關商品
普京的名字和形象被廣泛應用於廣告和產品品牌，例如普京伏特加、普京牌罐頭食品、普京牌魚子醬、普京頭像T恤等，而時尚產品方面亦有刻有普京头像的镀金iPhone、普京特别定制款的劳力士等。
俄罗斯服装品牌阿尼娅与万尼亚曾在2014年俄罗斯国庆日推出一系列的印有普京肖像的T恤，设计者表示他们设计了爱国主题的T恤，而这些T恤展示他们对普京的看法，又指普京对他们来说是真正的英雄，認為俄罗斯在索契冬奥金牌榜双料冠军、在2014年乌克兰亲俄罗斯武装冲突中不屈服于西方、取得曲棍球世界冠军等成就也應歸功於普京；该系列T恤在3天之内被抢购一空。

## 对普京的批评

### 国内反对派人士的批评
俄罗斯国内反对派称普京是“叶利钦的亲西方、卖国和对本民族进行种族灭绝政策的延续者”普京回應說：「在這個國家，有些像走狗一樣向外國使館乞食，指望得到外國基金會和政府的支持，而不是依靠自己的人。」
2004年在普京当选总统后，曾有意改革俄联邦会议制度从而扩大该党优势。前总统叶利钦明确反对，警告普京“不要让民主开倒车”。2007年國家杜馬大選時，儘管普京聲稱選舉是「廣泛透明和誠實」的，但俄羅斯共產黨主席久加諾夫仍然對結果評論說：「這是一齣可恥的鬧劇，它不符合國家利益和民主體制。」「你們今天看到的不僅是一場民主危機。一個沒有主張的政黨，沒有參加辯論的多名候選人和30天前就計算出的舞弊結果，現在躍入你面前的電視螢幕上。」2009年12月，俄羅斯共產黨主席久加諾夫在评价普京执政10年的功过时说：“从重大的经济及国家政策的角度讲，与上一个十年相比，现行（普京的）执政团队并没有巩固国家，反而是进一步搞坏了国家，进一步削弱了国家。普京政权仅仅是前政权（叶利钦政权）的变种而已，其威望在许多方面只是靠空洞的言辞说教来维持的，其所作所为实际上进一步加深了上世纪90年代所建立的犯罪性的资本主义制度的危机；挽救国家的唯一出路是采纳俄共的社会经济改革纲领，在俄罗斯重新恢复社会主义原则。”
2006至2007年，另一種俄羅斯組織發起了由卡斯帕羅夫和利蒙諾夫領導的遊行。游行遭到多方面阻礙：在一些城市，遊行者遭到警方干預，至少150人被捕；而且據公眾投票，大多俄羅斯民眾並不支持游行。同時，真正參加遊行的人也不多，2007年5月歐盟峰會時的遊行中，前來採訪的記者甚至比游行人群還要多。後來，有記者問普京他對游行有什麼看法。普京回答說，這些遊行舉動「不應干擾俄羅斯人的正常生活」。2007年3月3日，在聖彼得堡舉行的遊行堵住了街道，令當地司機大為頭痛。聖彼得堡市長評論說：「人人有權批評當局，但批評也要注意文明。」在問到卡斯帕羅夫被捕事件時，普京稱卡斯帕羅夫當天的發言大多是英語，並認為他的話是說給西方人聽的。藉此，普京指一些當地反对派支持者受外國操縱，他說：「反對我們的人其實並不希望我們制定改革計劃……他們希望俄羅斯越弱小越好，他們想讓俄羅斯無組織無目標，這樣他們才能在幕後動手腳，坐享其成。」2007年12月4日，前蘇聯領導人戈尔巴乔夫在美國哈佛大學指普京“把俄羅斯從混亂中拉出”，並指他“在歷史上有穩固的地位”。2011年秋，俄羅斯反普京運動變得更加明顯，有街頭抗議者称支持普京的政黨統一俄羅斯黨在議會選舉舞弊。2011年12月，戈爾巴喬夫批評普京決定在抗議下參與總統大選，又勸普京放棄從政。

### 个人崇拜争议
根據列瓦達中心的民调，有四分之一的人俄罗斯认为國內存在對普京的个人崇拜，30%的人认为越来越多迹象说明普京的个人崇拜正在出现，33%的人則认为俄罗斯没有任何有关普京的个人崇拜。
很多聖彼得堡的官員會在辦公桌上放置普京雕像；普京的家鄉聖彼得堡曾舉行一項讚揚普京的寫作比賽，有數千名青少年參加，最佳作品被錄在名為《與總統對話》書內，其中部分的題目為「一切依靠你」、「僅次於上帝」、「弗拉基米爾（普京），我們的命運在你手中」等；有流行音樂組合的作品《普京》登上了流行榜的榜首，其中一句歌詞為「士兵們，開火吧！我們要保護普京」。
2005年初，一個名為「納什」（Наши，意為「我們的國家」）的青年组织於俄羅斯成立，它的自我描述成是一個民主反法西斯組織。該組織的一個主要目的是避免2004年烏克蘭橙色革命於俄羅斯重演。該組織領袖瓦西里·雅克門科表示，「（普京政府的）敵人不能發動違憲政變。」克姆林宮發言人賽吉·馬爾科夫說：「我們的目的是建立一種一切為總統和他的目標獻身的意識形態。」對於「納什」組織，他評論說：「他們希望俄羅斯成為一個現代化、強大而自由的國家……他們的目的很明確，就是要在讓國家現代化的同時保存它的政治制度。」
西方媒体批评指，在俄國主要電視台內很少能看到普京反對者。然而，在獨立媒體中還是會有反對意見和西方媒體的評論，大多數俄羅斯獨立媒體在大城市內都有廣泛讀者。但是在偏僻地區，很多人無法收看獨立媒體，因此他們只能看到官方口調。
有學者和社會人士表示對上述普京個人崇拜的風氣感到擔憂，而克里姆林宮批評這股風氣會損害普京的形象。

### 西方国家的批評
2010年年底，維基解密公開的美國使節電報中，普京被美國驻俄罗斯大使館稱為“领头狗”，比作蝙蝠俠，又指普京領導下的俄羅斯成為“普京腐敗、專制的盜賊統治中心，官員、寡頭和犯罪組織結合在一起，组成的虛擬黑手黨國家」，而普京指這些指控為誹謗。西方評論家和俄羅斯反對派把普京被描述為一個獨裁者。傳記作家瑪莎·格森曾在普京传记中将其视为獨裁者，又將他比作盧卡申科。英國前外交大臣戴維·米利班德曾描述說普京是一個“無情的獨裁者”，指他“氣數已盡”；美國總統候選人米特·羅姆尼稱普京為“世界穩定與和平的真正威脅”。美国哥伦比亚广播公司披露美国前国务卿希拉里曾把普京描述为“敏感、不能接受批评的专制者”，指他普京憎恶批评，最终会镇压异见和争论。
美国學者指出，普京的政策「使得俄羅斯的民主前景變得更加不確定」。美国學者批評俄羅斯對車臣政策，認為普京藉口戰爭侵犯車臣人民人權，且在國內給反對派施加壓力。美国学者批评俄羅斯在普京上台後顯現出的政府干預市場傾向，认为就算普京沒有授意阻止俄民主進步，他也沒有積極打擊這些阻礙。許多西方人士指稱普京利用媒體宣傳統一俄羅斯黨思想，且授意成立俄羅斯祖國黨，搶走俄共的選票。
2004年1月，美國國務卿鮑威爾在訪俄時指出，普京壓制反對派媒體，逮捕支持反對黨派的財閥，這是「民主倒退」的體現。學者莉莉亞·傑夫卓娃認為若普京進一步推行權威主義政策，俄美關係最終會破裂。美国第43任总统乔治·沃克·布什卸任后在个人自传《抉择时刻》评价世界各主要国家领导人时写到“有时候，他骄傲自大，有时候，他又充满了魅力，但更多的时候，他表现得太过强硬”。第十四世达赖喇嘛2014年8月在接受德国记者专访时批评普京太過自我中心，认为普京想要“重建柏林墙”。